# Peredmistne, Djankoi
Peredmistne (în ucraineană Передмістне) este un sat în comuna Medvedivka din raionul Djankoi, Republica Autonomă Crimeea, Ucraina.

## Demografie
Componența lingvistică a localității Peredmistne
     Rusă (48,15%)
     Ucraineană (30,37%)
     Tătară crimeeană (17,53%)
Conform recensământului din 2001, nu exista o limbă vorbită de majoritatea populației, aceasta fiind compusă din vorbitori de rusă (48,15%), ucraineană (30,37%) și tătară crimeeană (17,53%).